# Roser Ros Masclans
Roser Ros Masclans és una ballarina i instructora internacional de ball swing catalana.

## Biografia
Nascuda a Barcelona, va començar la seva formació en gimnàstica als 3 anys i més tard va entrar al món del circ. El seu interès pel Lindy Hop va començar en 2011, i des de llavors ha desenvolupat la seva carrera enfocada en aquest estil de ball.
S'especialitza a ensenyar Lindy Hop, Aeris i Sol Jazz en esdeveniments de Lindy Hop a Europa i altres llocs, incloent-hi Taiwan, el Japó i el Canadà. La Roser estudia la història de la música Swing i del Lindy Hop i el Solo Jazz perquè considera fonamental conèixer-la i poder-la transmetre als seus alumnes. És autora dels següents articles: El primer aeris del Lindy Hop, Explorant els ritmes intemporals del «Bli-Blip» de Duke Ellington.

## Competicions
La Roser participa activament en múltiples competicions de Lindy Hop i Solo Jazz, tant nacionals com internacionals. Alguns dels reconeixements obtinguts en aquestes competicions han estat els següents:
| Any  | Posició     | Categoria           | Festival                       | Parella/grup                | Referència    |
| ---- | ----------- | ------------------- | ------------------------------ | --------------------------- | ------------- |
| 2024 | Tercer lloc | Advanced Strictly   | Savoy Cup 2024                 | Marcos León                 | [ 6 ]         |
| 2024 | Segon lloc  | Mix and Match       | Lindy Hoppers Delight 2024     | Timothy Christopherl M C    | [ 7 ]         |
| 2023 | Segon lloc  | Short Showcase      | Stomp your feet 2023           | Roser, Marcos i Xesc (grup) | [ 8 ]         |
| 2023 | Tercer lloc | Mix and Match       | Athens Rhythm Hop 2023         | Dinos Georgakopoulos        | [ 9 ]         |
| 2023 | Segon lloc  | Open Couple Routine | Savoy Cup 2023                 | Marcos Leon                 | [ 10 ]        |
| 2023 | Primer lloc | Couples             | Lindy Hoppers Delight 2023     | Marcos Leon                 | [ 11 ]        |
| 2023 | Tercer lloc | Luck of the draw    | Lindy Hoppers Delight 2023     | Benoît Mouzin               | [ 12 ]        |
| 2022 | Primer lloc | Trio Challenge      | Savoy Cup 2022                 | Shorthree (grup)            | [ 13 ] [ 14 ] |
| 2021 | Primer lloc | Mix and Match       | Sofia Swing Dance Festival 201 | Michal Kwiatkowski          | [ 15 ]        |
| 2018 | Segon lloc  | Social division     | Smokey Feet 2018               | Simon Ask                   | [ 16 ]        |
| 2017 | Primer lloc | Luck of the draw    | The Sowball 2017               | Heiko Heckendorn            | [ 17 ]        |
| 2016 | Segon lloc  | Short Showcase      | Stomp your feet 2016           | Martí                       | [ 18 ]        |
| 2015 | Primer lloc | Short Showcase      | Stomp your feet 2015           | Jana Grulichova             | [ 19 ]        |